# Josh Groban
Joshua Winslow "Josh" Groban (Los Angeles, 27. veljače 1981.) - američki pjevač, tekstopisac, glazbenik, glumac i glazbeni režiser. Njegov je otac Židov rusko-poljskog porijekla, koji je prešao na kršćanstvo nakon vjenčanja. Njegova majka ima norveško, njemačko i englesko porijeklo.

## Životopis
Groban je prvo studirao glumu, ali kako su se razvile njegove vokalne sposobnosti počeo se baviti pjevanjem. Studirao je u "Los Angeles High School for the Arts", na besplatnom sveučilištu, koji je obrazovao svoje studente prema konzervativnim pravilima. Život mu se promijenio kada je njegov profesor pjevanja, Seth Riggs, proslijedio snimak pjesme "All I Ask of You" iz mjuzikla "Fantom Opere", engleskog kompozitora Andrewa Lloyda Webbera, svom prijatelju, producentu i kompozitoru Davidu Fosteru. Foster ga je pozvao da nastupi zajedno s Celine Dion u izvođenju pjesme "The Prayer", umjesto Andrea Bocellija.
Njegova prva četiri solo albuma dobila su certifikat multi-platinum, te je 2007. godine proglašen za najboljeg umjetnika u SAD-u, jer mu je prodano preko 21 milijun diskova. Do danas je prodao više od 40 milijuna diskova, a prema "Nielsen SoundScan Measurementsu" njegovi diskovi su najprodavaniji diskovi klasične glazbe 2000.-tih godina. 
Proslavio se pjesmom "You Raise Me Up", koja izvorno potječe od dua Secret Garden, koji su bili pobjednici Eurovizije s pjesmom "Nokturno" 1995. godine. Oni su izveli pjesmu 2003. godine s irskim pjevačem Brianom Kennedyjem, ali pjesma nije bila zapažena. Proslavio ju je Josh Groban sljedeće godine, a s vremenom ju je izvodilo više od sto glazbenih izvođača te je postala i dio crkvene glazbe. Prepjevana je i na hrvatski jezik kao "Ti me podižeš".

## Televizijska i filmska gostovanja
Bio je gost u "The Oprah Winfrey Show" šest puta, kao i u "The Ellen DeGeneres Show", "Larry King Live", "The Rosie O'Donnell Show", "Tim & Eric Awesome Show", "Great Job!", "The Tonight Show with Jay Leno", "Today", "Macy's Thanksgiving Day Parade", "Super Bowl XXXVIII", i " The Walt Disney World Christmas Day Parade","The Rockefeller Tree Lighting".
Glumio je Malcolma Wyatta, propovjednikovog sina u tv-seriji "Ally McBeal", u epizodama "The Wedding" i "Nine One One" (2001).

## Diskografija
- 2001.: Josh Groban
- 2003.: Closer
- 2006.: Awake
- 2007.: Noël
- 2010.: Illuminations
- 2013.: All That Echoes

Do kraja 2013. godine objavio je 6 studijskih albuma, 3 albuma uživo (live), 2 kompilacijska albuma, 26 singleova i 7 glazbenih video spotova.

## Vanjske poveznice

### Sestrinski projekti
|  | Zajednički poslužitelj ima još gradiva o temi Josh Groban |

### Mrežna mjesta
- Josh Groban na Discogsu